# Branešci
 Ovo je glavno značenje pojma Branešci. Za bivše samostalno naselje pogledajte Branešci (Glamoč, BiH).
Branešci su naselje u Republici Hrvatskoj u Požeško-slavonskoj županiji, u sastavu grada Pakraca.

## Zemljopis
Branešci se nalazi istočno od Pakraca, između Ravne gore i Pakračke gore.

## Stanovništvo
Prema popisu stanovništva iz 2011. godine Branešci su imali 48 stanovnika.
| broj stanovnika | 419   | 422   | 385   | 419   | 487   | 594   | 523   | 647   | 484   | 551   | 559   | 468   | 372   | 305   | 41    | 48    | 32    |
|                 | 1857. | 1869. | 1880. | 1890. | 1900. | 1910. | 1921. | 1931. | 1948. | 1953. | 1961. | 1971. | 1981. | 1991. | 2001. | 2011. | 2021. |